# Eilema vagesa
Eilema vagesa är en fjärilsart som beskrevs av Moore 1859. Eilema vagesa ingår i släktet Eilema och familjen björnspinnare. Inga underarter finns listade i Catalogue of Life.